# MDPI
MDPI o Multidisciplinary Digital Publishing Institute (en español Instituto Multidisciplinario de Publicaciones Digitales) es una editorial de revistas científicas de acceso abierto con cargos por procesamiento de artículos. Fue fundada por Shu-Kun Lin como un archivo de muestras químicas y ha establecido más de 200 revistas de amplio alcance.
Las revistas de MDPI son revisadas por pares, pero la calidad de la revisión por pares de MDPI ha sido cuestionada. MDPI se incluyó en 2014 en la lista de Jeffrey Beall de editoriales depredadoras de acceso abierto, pero se eliminó en 2015 tras una apelación exitosa. En diciembre de 2020, MDPI publicaba 287 revistas académicas, incluidas 71 con un factor de impacto cubiertas por Science Citation Index Expanded. Cuatro revistas figuran en el Social Science Citation Index. Las revistas de MDPI se incluyen actualmente en el Directory of Open Access Journals. MDPI ha sido criticada por ser una "máquina de hacer dinero" impulsada por la cantidad más que por la calidad.
MDPI es miembro de la Asociación de Publicaciones Académicas de Acceso Abierto, editorial participante y partidaria de la Iniciativa para Citas Abiertas y miembro del Comité de Ética de Publicaciones (COPE).

## Historia
MDPI tiene sus raíces en Molecular Diversity Preservation International, también abreviado MDPI, que fue fundado por Shu-Kun Lin en 1996 como un archivo de muestras químicas, con algunas publicaciones académicas y actividades de conferencias. La segunda organización, como Instituto Multidisciplinario de Publicaciones Digitales, se fundó en 2010, principalmente como editorial. Todas las revistas de MDPI han sido de acceso abierto y desde 2008 se han publicado bajo una licencia de atribución Creative Commons (CC-BY).
MDPI, como editorial de revistas científicas de acceso abierto, se separó de la organización Molecular Diversity Preservation International. Fue registrada formalmente por Shu-Kun Lin y Dietrich Rordorf en mayo de 2010 en Basilea, Suiza, y tiene oficinas editoriales en China, España, Serbia y el Reino Unido. Tiene su sede principalmente en China y ha establecido más de 200 revistas de amplio alcance, generalmente con títulos de una palabra.

## Modelo de negocio
El modelo de negocio de MDPI se basa en la creación de revistas multidisciplinares de acceso totalmente abierto, con tiempos de procesamiento rápidos desde el envío hasta la publicación y gastos de procesamiento de los artículos pagados por el autor, sus instituciones o financiadores, modelo que ha suscitado controversia, sugiriendo sus detractores que sacrifica el rigor editorial y académico en favor de la rapidez operativa y los intereses comerciales.

## Controversias

### Inclusión en la lista de Beall
MDPI se incluyó en la lista de Jeffrey Beall de editoriales depredadoras de acceso abierto  en febrero de 2014 y se eliminó en octubre de 2015 tras una apelación exitosa. La preocupación de Beall era que "las revistas de MDPI contienen cientos de artículos con pocas reseñas que se escriben y publican principalmente con fines de promoción en lugar de comunicar ciencia". Beall también afirmó que MDPI utilizó correo electrónico no deseado para solicitar manuscritos y que la compañía incluyó sin consentimiento a investigadores, incluidos ganadores de premios Nobel, en sus consejos editoriales. Beall siguió siendo crítico con MDPI después de eliminar a la editorial de su lista; en diciembre de 2015 escribió que "está claro que MDPI considera que la revisión por pares es simplemente un paso superficial que los editores deben soportar antes de publicar artículos y aceptar dinero de los autores" y que "está claro que la revisión por pares de MDPI es administrada en China por personal administrativo desinformado."
MDPI fue eliminado de la lista de Beall en 2015. La lista de Beall se cerró en 2017; Beall escribió más tarde que había sido presionado para cerrar la lista por su empleador, la Universidad de Colorado en Denver, y varios editores, mencionando específicamente MDPI. En un artículo de 2017 en Biochemia Medica, Beall escribió que había sido presionado para eliminar su lista debido al acoso de las editoriales depredadoras y mencionó a MDPI específicamente como una editorial que había "tratado de ser lo más molesta posible para la universidad para que los funcionarios se cansaran tanto de los correos electrónicos que me silenciarían solo para detenerlos".

### Evaluación de 2014 de OASPA
Tras las críticas de Beall a MDPI, la Asociación de Publicaciones Académicas de Acceso Abierto (OASPA por sus siglas en inglés) realizó una investigación en abril de 2014. Esta investigación se basó en la controversia en torno a dos artículos, uno publicado en la revista Life, el otro en la revista Nutrients; la lista de ganadores del Premio Nobel en su sitio web; los roles de los miembros del consejo editorial y de Shu-Ki Lin dentro de la empresa y las funciones de las diferentes ubicaciones de sus oficinas. OASPA concluyó que MDPI cumple satisfactoriamente con los Criterios de membresía de OASPA.

### Violación de datos de 2016
En agosto de 2016, se infringió la seguridad informática de MDPI, dejando expuestos 17.5 GB de datos, incluidas 845.000 direcciones de correo electrónico e intercambios de correo electrónico entre autores, editores y revisores. Según MDPI, la instancia desprotegida en la que se violaron los datos ha sido protegida desde entonces.

### Renuncia de los editores de la revista Nutrients en 2018
En agosto de 2018 renunciaron 10 editores de la revista Nutrients (incluido el editor en jefe), debido a que MDPI forzó el reemplazo del editor en jefe debido a sus altos estándares editoriales y por resistir la presión de "aceptar manuscritos de baja calidad e importancia mediocres".

### Trato preferencial hacia autores de países desarrollados
En junio de 2020, MDPI generó controversia cuando, al intentar publicar un número especial sobre fallas, un representante de MDPI informó a un grupo de investigadores de Agua, Saneamiento y Salud de la Universidad de Leeds que los académicos de países desarrollados tendrían prioridad para la publicación.